# 学院胡同
39°54′44″N 116°21′35″E / 39.9121044°N 116.3597098°E
学院胡同，是位于中國北京市西城区中部的一条胡同。现已拓宽为道路。

## 简介
学院胡同为东西走向，东到太平桥大街，西到复兴门北顺城街。明朝称提学察院胡同，因为胡同内有提学察院衙署而得名。清朝改称学院胡同。1990年代道路改造后，曾更名为学院小街。但最终仍定名学院胡同。